# Ninkurra
Ninkurra va ser, segons la mitologia sumèria, una deessa relacionada amb l'artesania.
El poema èpic sumeri anomenat Enki i Ninhursag explica els seus orígens. Parla de la incestuosa història d'Enki, un déu creador associat amb l'aigua, i la seva filla, Ninsar, amb la que va tenir Ninkurra. Més tard, va veure Ninkurra passejant per la vora del riu, i li va preguntar al seu visir Isimud si podia besar a aquella preciosa noia. La va besar, va fer l'amor amb Ninkurra i en va néixer Uttu. Enki després d'aquestes relacions va veure com Ninhursag, la seva esposa, es va venjar causant-li vuit malalties.